# Municipio de Cartwright
El municipio de Cartwright (en inglés: Cartwright Township) es un municipio ubicado en el condado de Sangamon en el estado estadounidense de Illinois. En el año 2010 tenía una población de 1482 habitantes y una densidad poblacional de 7,94 personas por km².

## Geografía
El municipio de Cartwright se encuentra ubicado en las coordenadas 39°50′27″N 89°54′33″O / 39.84083, -89.90917. Según la Oficina del Censo de los Estados Unidos, el municipio tiene una superficie total de 186.59 km², de la cual 186,47 km² corresponden a tierra firme y (0,06 %) 0,11 km² es agua.

## Demografía
Según el censo de 2010, había 1482 personas residiendo en el municipio de Cartwright. La densidad de población era de 7,94 hab./km². De los 1482 habitantes, el municipio de Cartwright estaba compuesto por el 97,37 % blancos, el 0,61 % eran afroamericanos, el 0,74 % eran asiáticos, el 0,27 % eran de otras razas y el 1,01 % eran de una mezcla de razas. Del total de la población el 0,61 % eran hispanos o latinos de cualquier raza.